# Acanthastrea ishigakiensis
Espèce
Statut de conservation UICN

 VU A4c : Vulnérable
Statut CITES
Acanthastrea ishigakiensis est une espèce de coraux appartenant à la famille des Lobophylliidae ou à la famille des Mussidae.